# Kirche Sunnylven

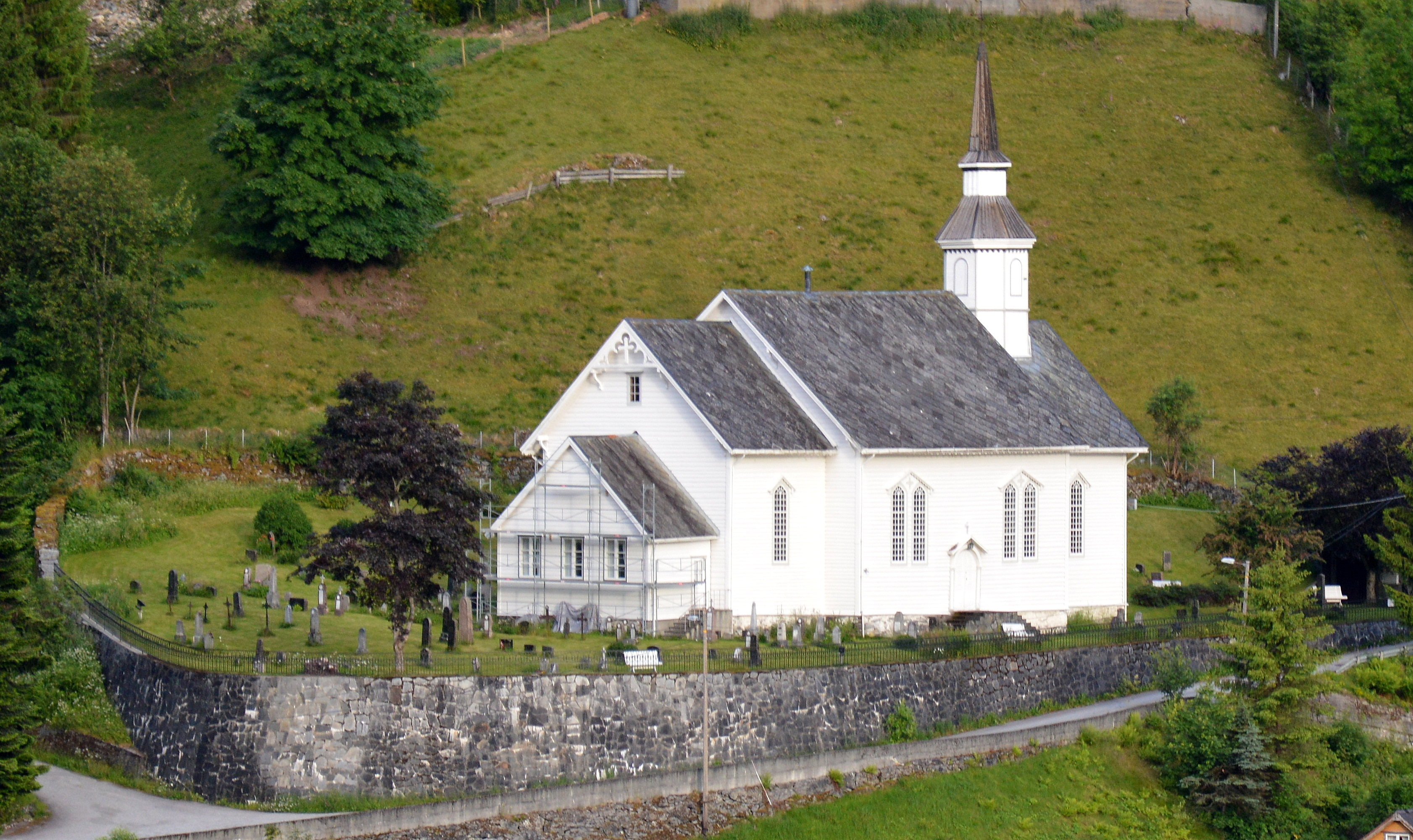
Kirche Sunnylven

Die Kirche Sunnylven (norwegisch Sunnylven kirke) ist eine denkmalgeschützte Kirche der evangelisch-lutherischen Norwegischen Kirche im Dorf Hellesylt, in der norwegischen Kommune Stranda. 
Sie liegt im südlichen Teil von Hellesylt, unweit vom Ufer des Sunnylvsfjord.

## Architektur und Geschichte

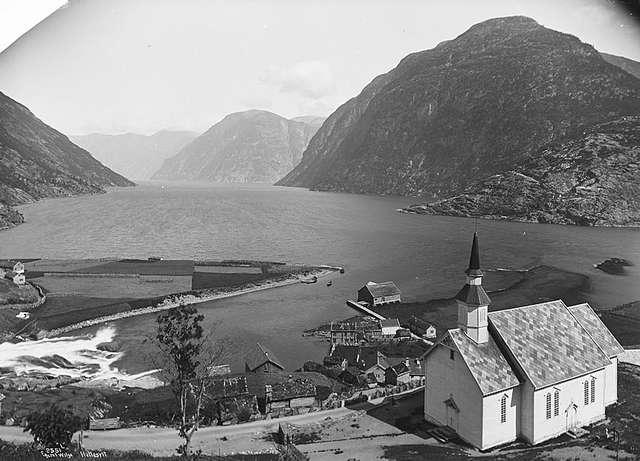
Kirche in den 1880er/1890er Jahren

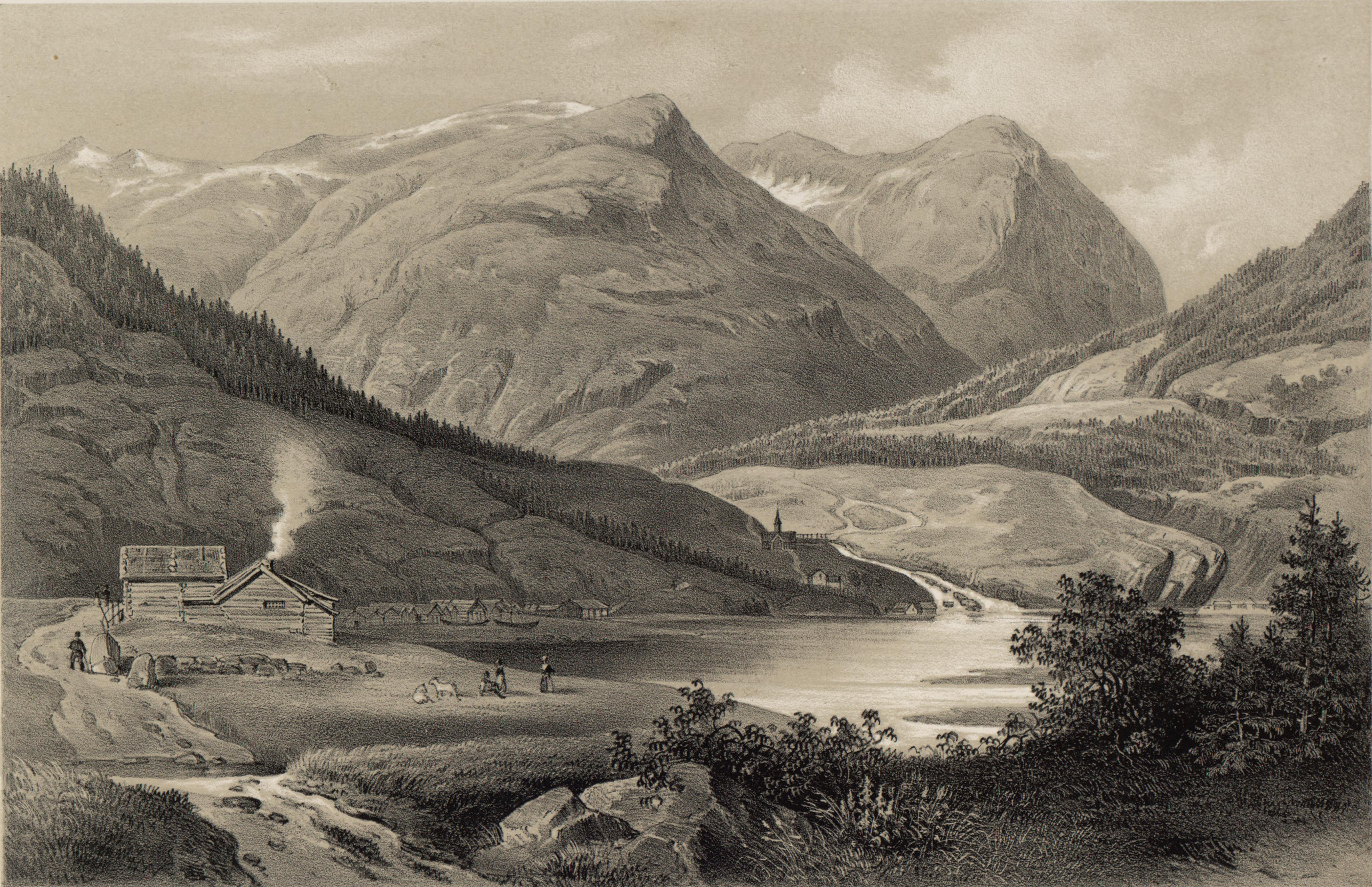
Zeichnung aus der Zeit vor 1848 mit einer Darstellung des Vorgängerbaus

Die Holzkirche wurde 1858 innerhalb weniger Monate an der Stelle eines Vorgängerbaus errichtet und am 7. August 1859 durch Bischof Jens Mathias Pram Kaurin eingeweiht. Architekt war Kapitän Rolfsen aus Nordfjordeid, der auch bei anderen Kirchenbauprojekten tätig war. Das Holz für die Kirche stammte aus den Wäldern der Umgebung. An der Ostseite der Kirche befindet sich ein kleiner Chor. Auf dem Westteil ist ein Dachreiter aufgesetzt.
Das Kircheninnere ist reich verziert. Am Altar befindet sich ein die Auferstehung des Jesus darstellendes Altarbild. Es bestehen Kerzenständer aus Zink, Kronleuchter und ein mit geschnitzten Symbolen versehenes Taufbecken. Die Schnitzereien wurden von Ole Elias Kjellstad geschaffen und von Per Vigeland bemalt. Auf Kjellstad gehen auch die Nummerntafeln sowie die geschnitzten zwölf Apostel zurück. Sowohl die Fenster des Chors als auch über dem Eingang sind mit Glasmalereien verziert. Die Kirche verfügt über 270 Sitzplätze. 
Die Glocke der Kirche wurde in Deutschland gegossen.